# Kościół św. Stanisława Kostki w Ścinawce Dolnej
Kościół św. Stanisława Kostki w Ścinawce Dolnej – świątynia pomocnicza parafii św. Jakuba w Ścinawce Dolnej. Został wzniesiony w 1530 r. w stylu gotyckim, w przeszłości był wykorzystywany jako kaplica cmentarna, obecnie okazjonalnie odbywają się w nim msze święte.

## Historia
Świątynia została wzniesiona w roku 1530, jako prezbiterium wybudowanego kilka lat wcześniej gotyckiego kościoła. Obiekt ten został rozebrany w roku 1904, a pozostawione prezbiterium zamknięto dostawioną ścianą. Od tego czasu świątynia była wykorzystywana jako kaplica cmentarna, obecnie jest nieużytkowana. Kościół był remontowany w latach 1968-1974. Decyzją wojewódzkiego konserwatora zabytków z dnia 22 czerwca 1983 roku kościół został wpisany do rejestru zabytków. Na kamiennym łuku, po lewej stronie wejścia znajduje się herb rodziny von Niemitz, właścicieli wsi w XIV-XV w.

## Architektura
Świątynia została wybudowana na planie prostokąta, posiada skarpowanie, trójboczne zakończenie i jest nakryta dachem dwuspadowym. Ściana dostawiona od zachodu posiada szczyt schodkowy. We wnętrzu nakrytym dwuprzęsłowym sklepieniem krzyżowo-żebrowym, zachowały się pozostałości barokowego wyposażenia z XVIII wieku. Kościół i sąsiadująca z nim plebania są otoczone kamiennym murem z XVII lub XVIII wieku.

## Galeria

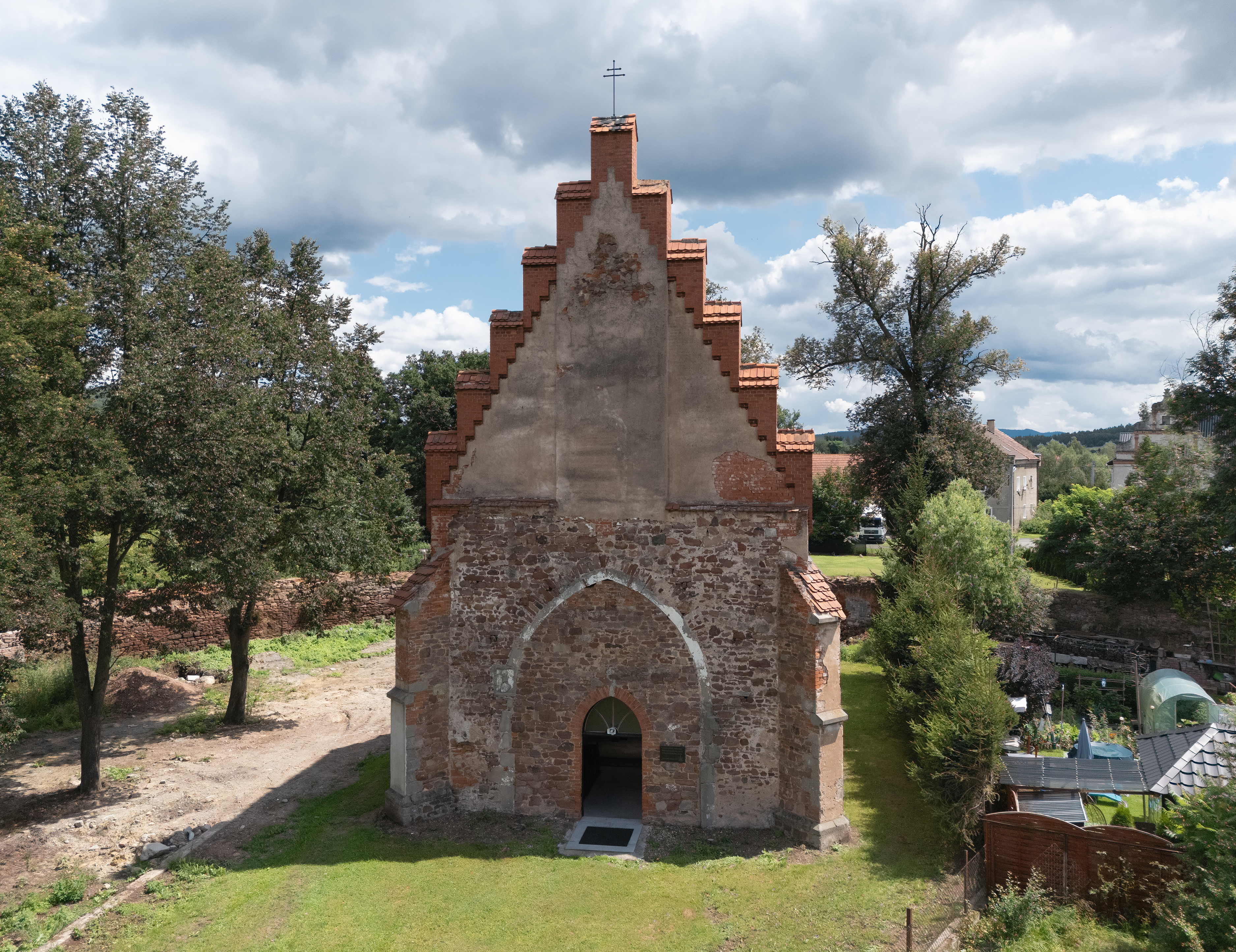
Po lewej str. wejścia herb von Niemitz
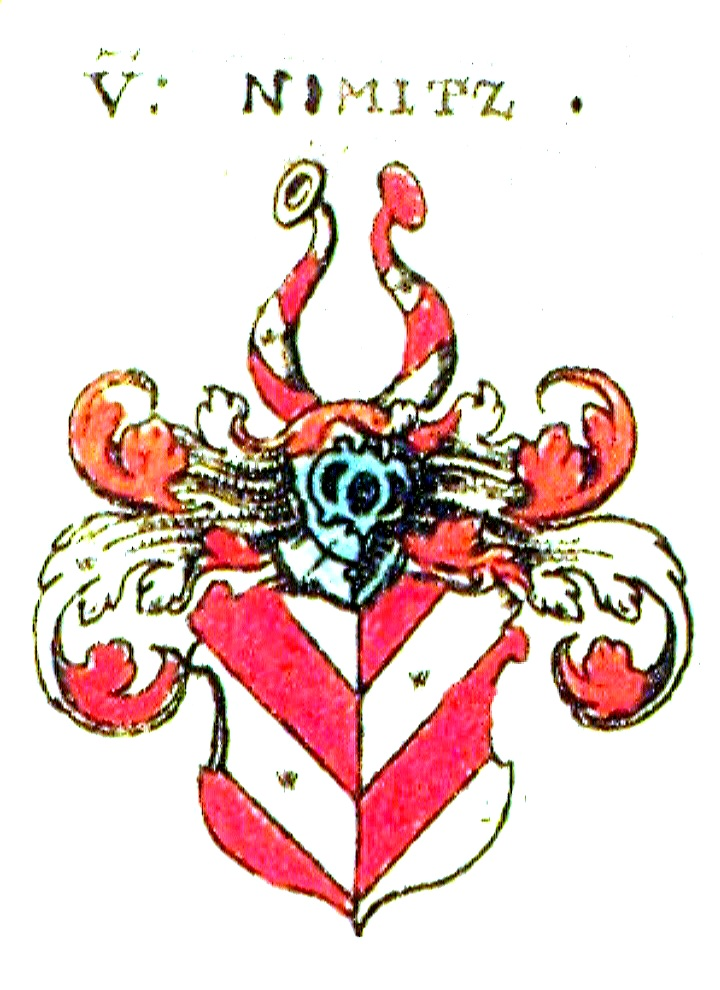
Herb Niemitz, właścicieli XIV-XV
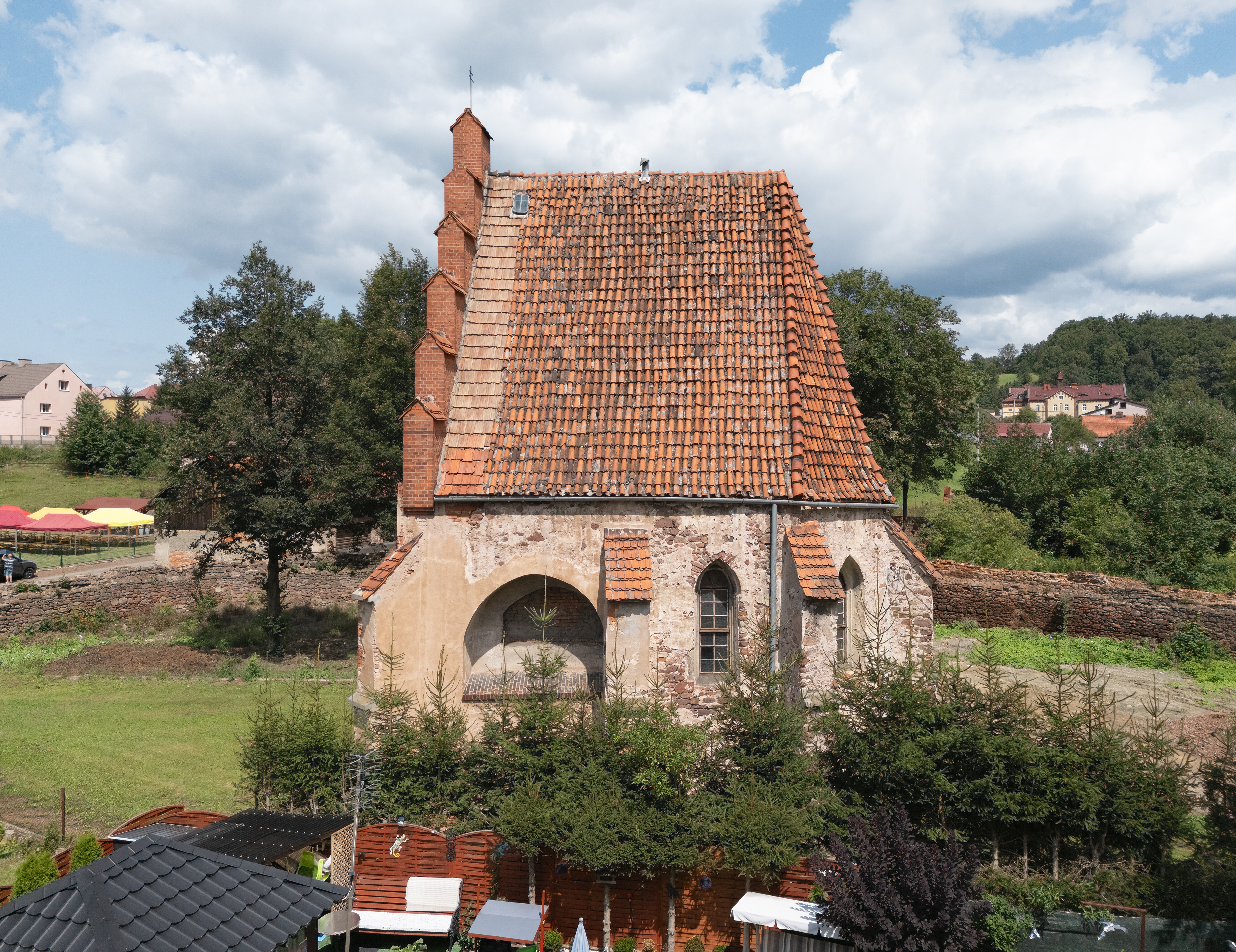
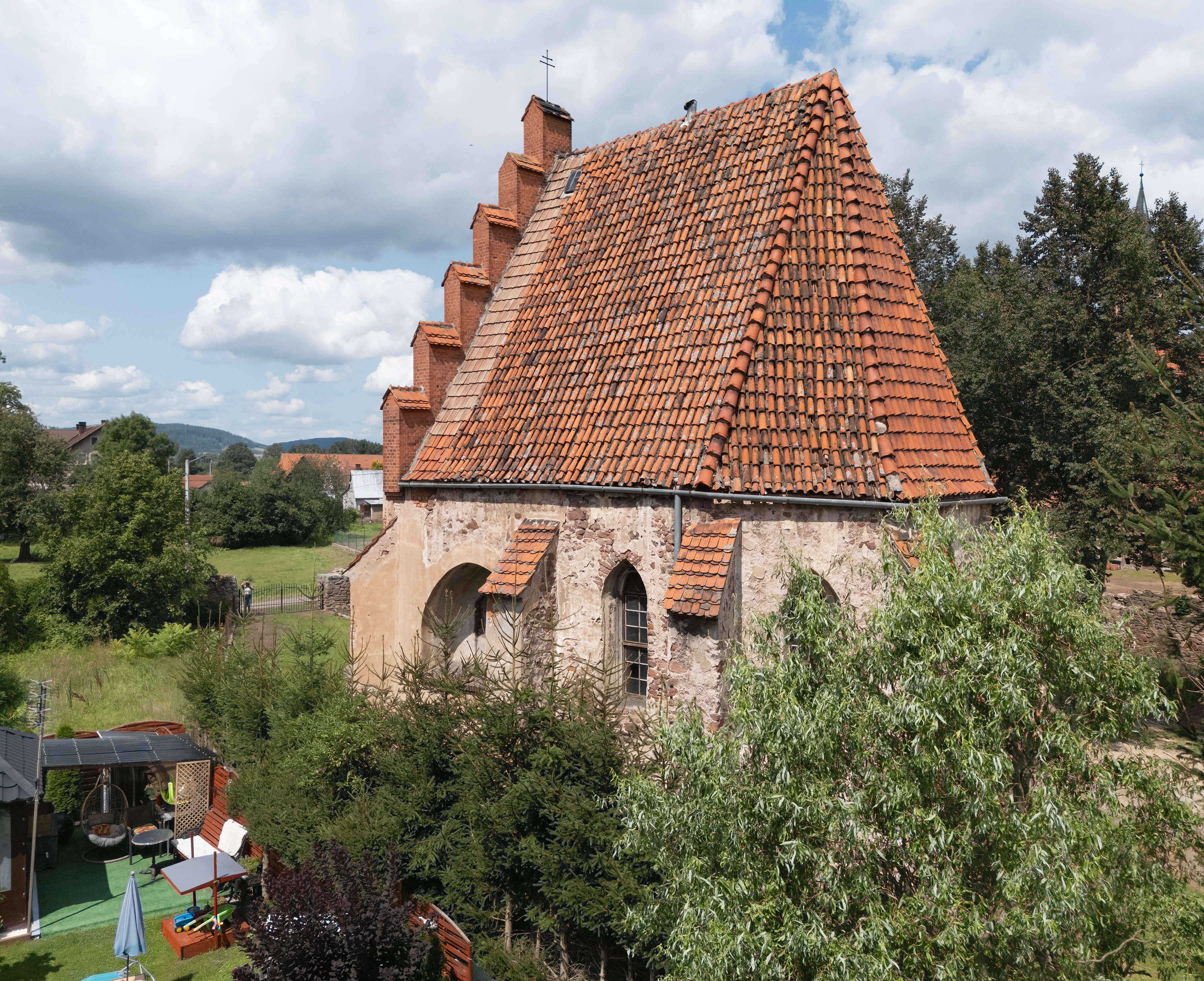
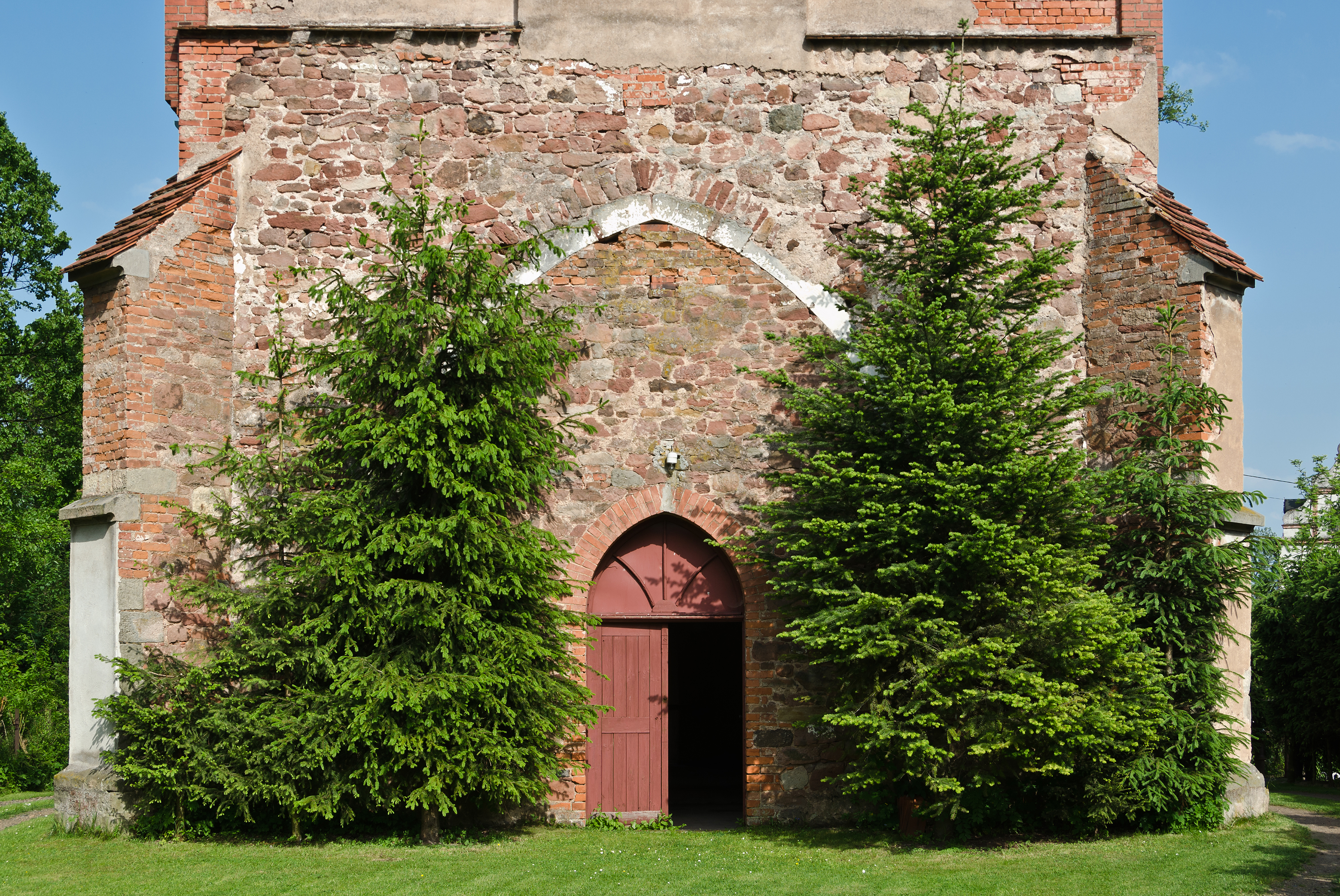
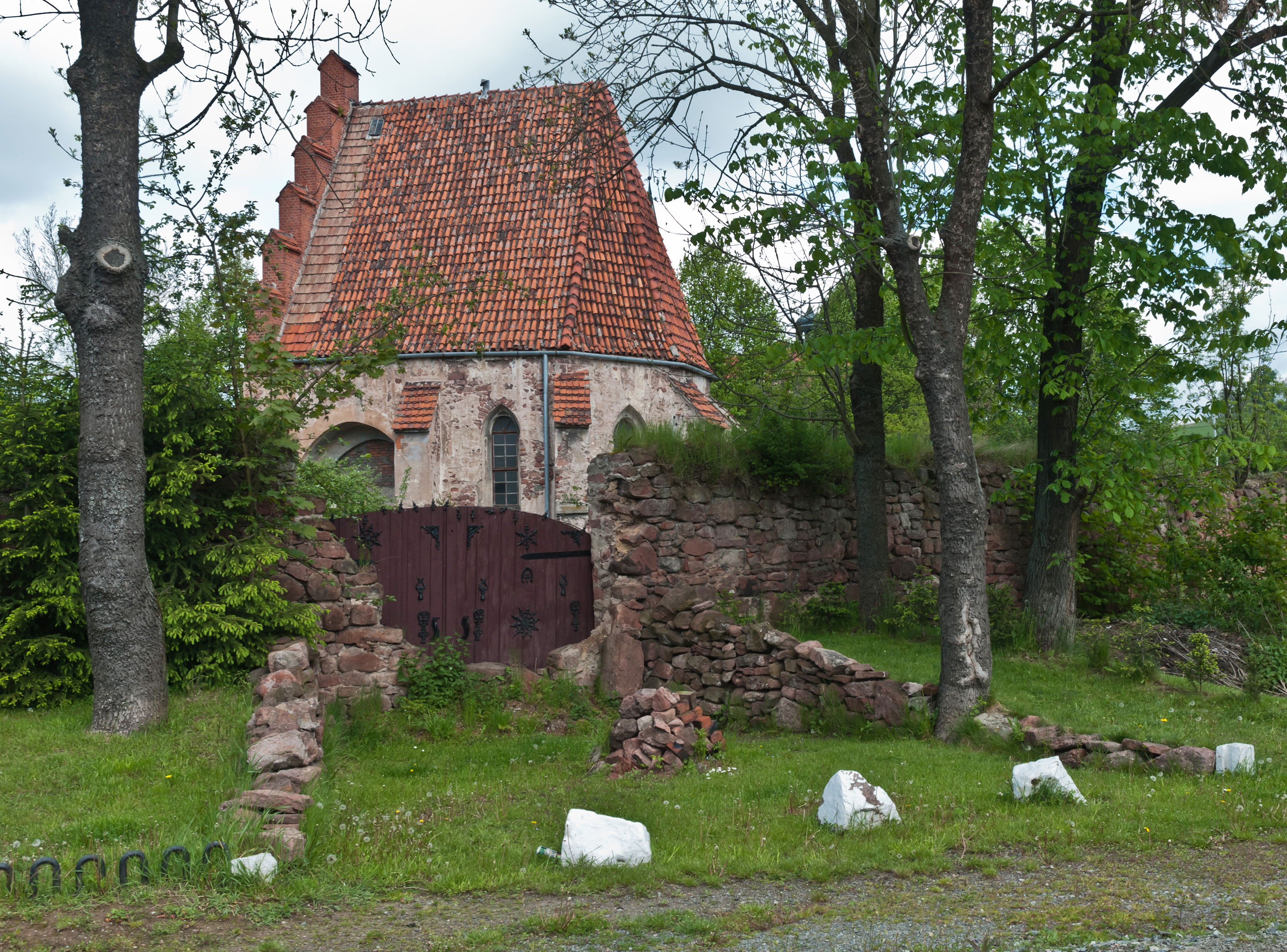
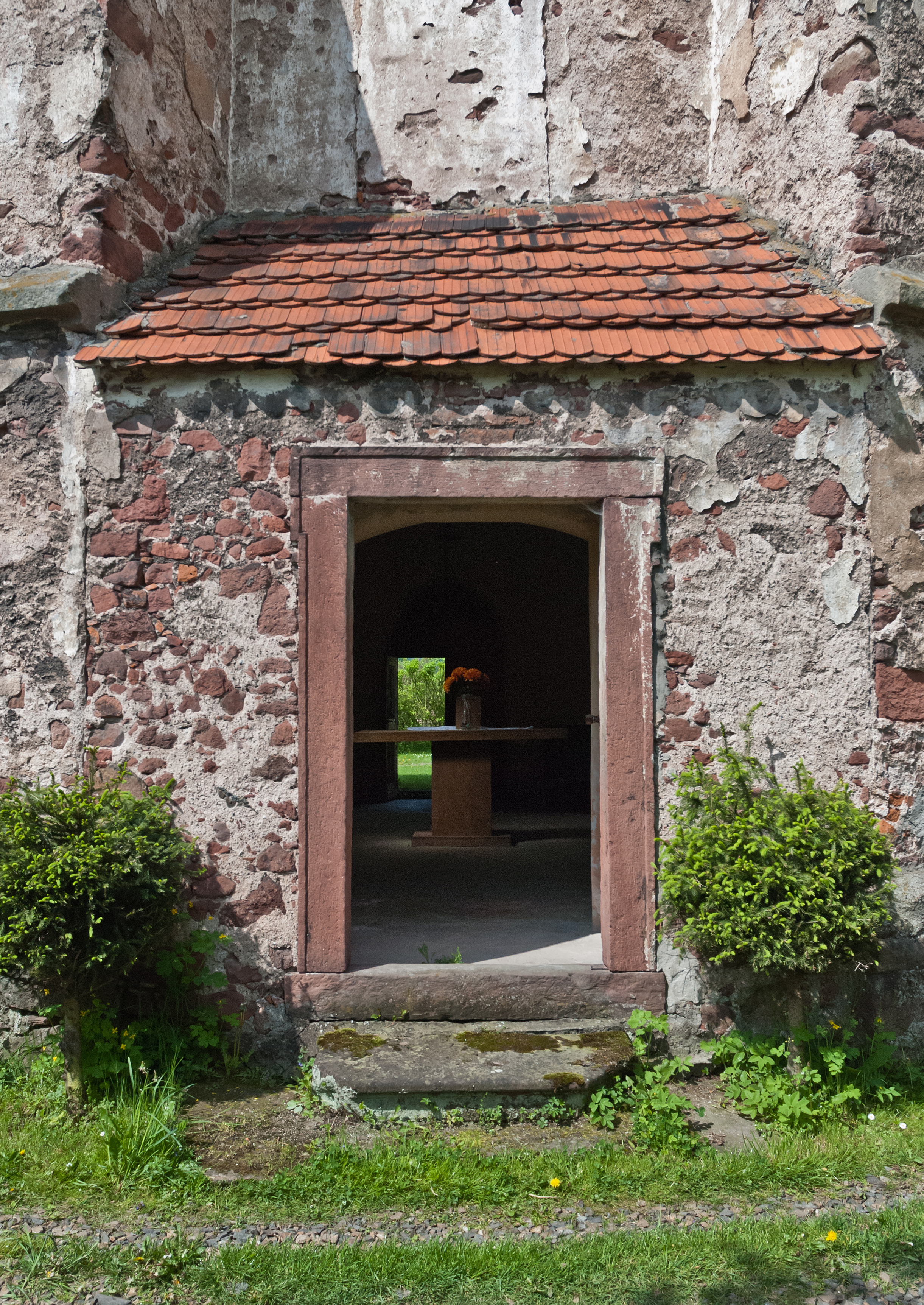
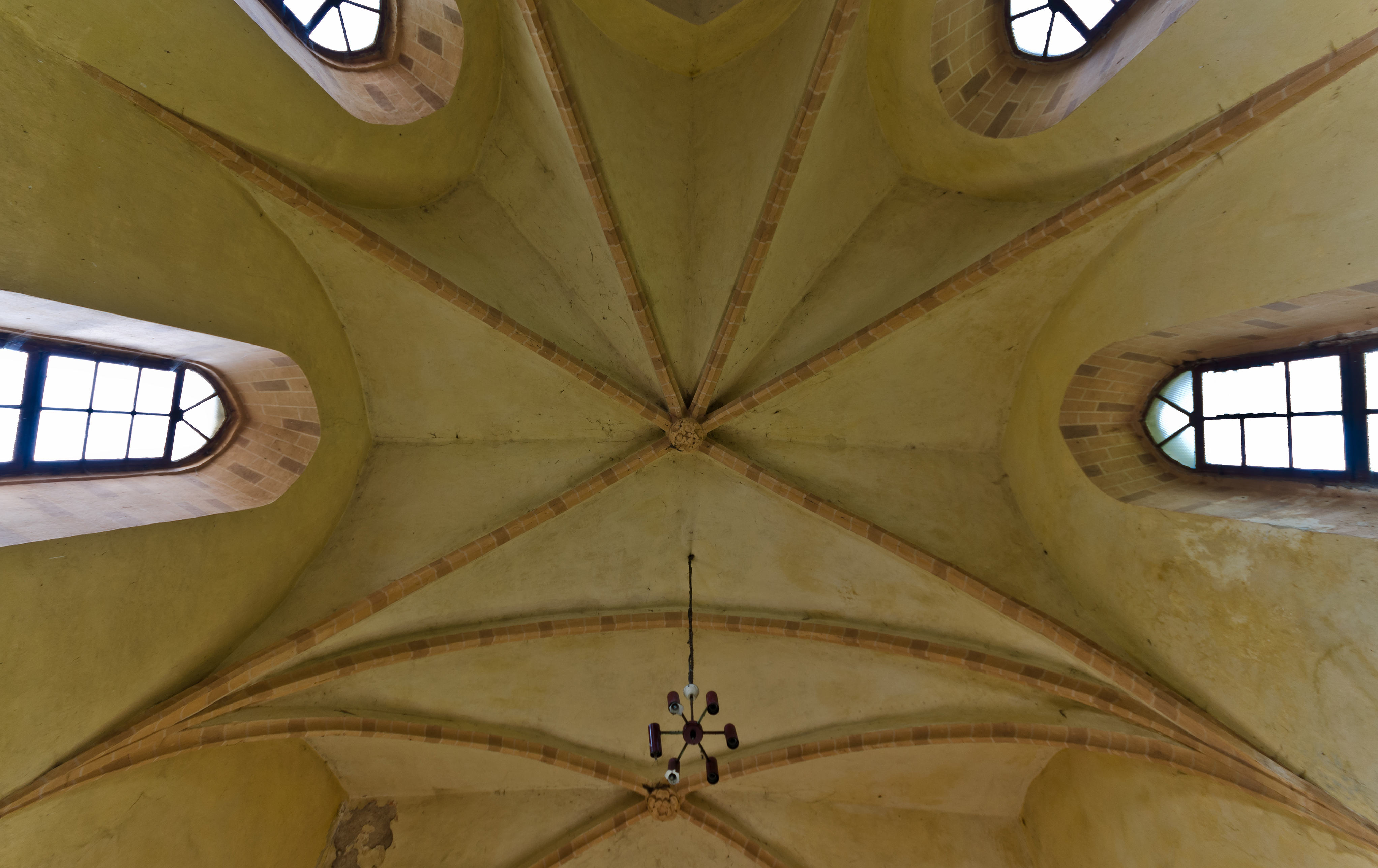
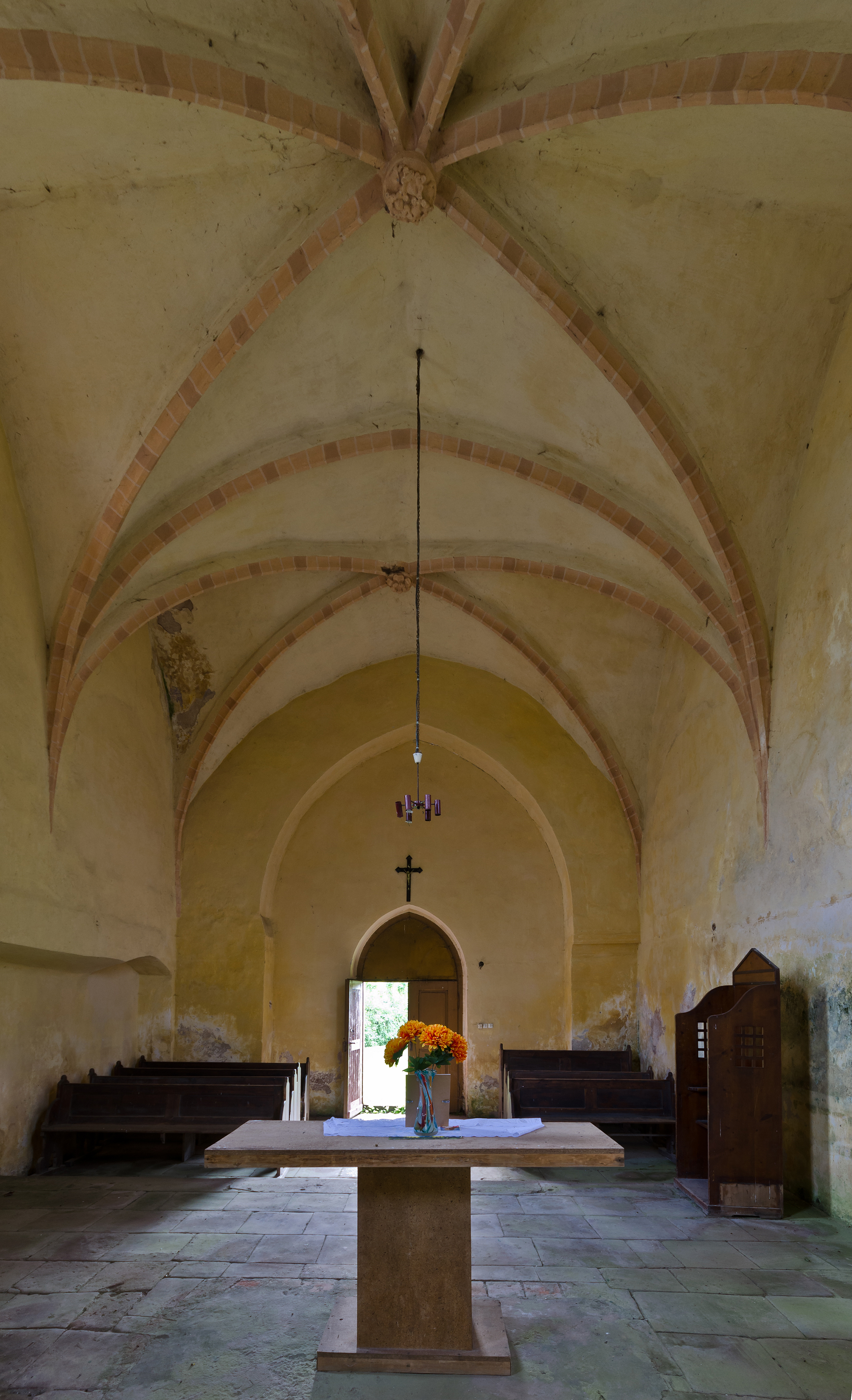
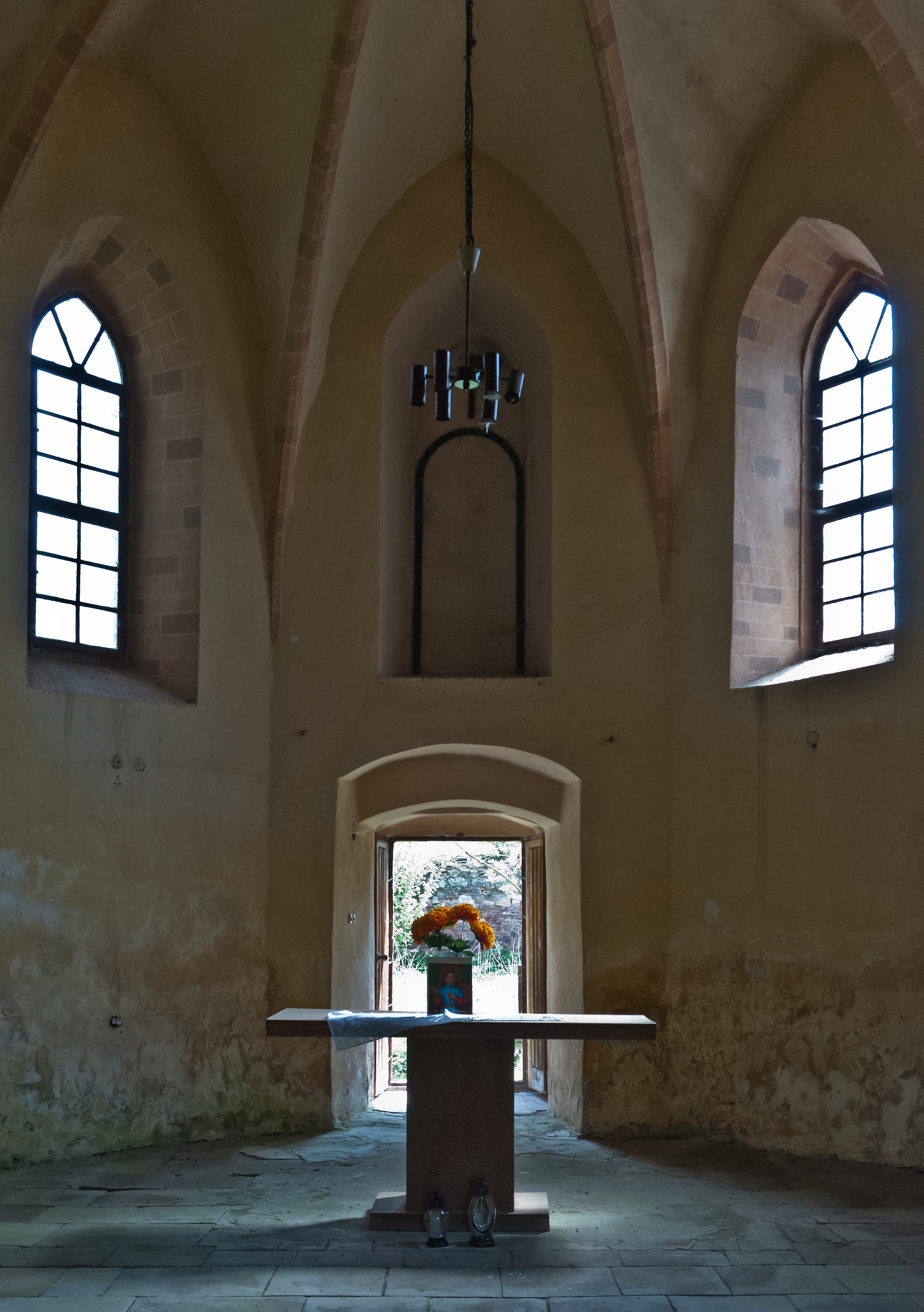